# 里弗鎮區 (堪薩斯州波尼縣)
里弗鎮區（英語：River Township）為美國堪薩斯州波尼縣轄下的鎮區。2010年美国人口普查中該鎮區人口有66人。

## 地理
里弗鎮區涵蓋總面積為92.32平方（35.64平方英里）。

## 人口統計
根據2010年美國人口普查，里弗鎮區人口有66人，住房35戶，人口密度為0.71人/每平方公里。此鎮區居民之種族中，白人佔92.42%，非裔美國人佔0%，美洲原住民佔0%，亞裔美國人佔0%，太平洋島裔美國人佔0%，其他種族佔7.58%，混血種族則佔0%。而西班牙裔或拉丁裔美國人佔此鎮區人口的7.58%。

## 交通

### 主要公路
- 56號美國國道